# Effectif actuel des Wolves de Chicago
| No    | Nom                      | Nat. | Position       | Arrivée |
| ----- | ------------------------ | ---- | -------------- | ------- |
| +036, | Zachary Sawchenko        |      | Gardien de but |         |
| +002, | Griffin Mendel           |      | Défenseur      |         |
| +003, | Anttoni Honka            |      | Défenseur      |         |
| +004, | David Farrance           |      | Défenseur      |         |
| +007, | Jason Garrison           |      | Défenseur      |         |
| +008, | Maxime Lajoie – C        |      | Défenseur      |         |
| +020, | Cavan Fitzgerald         |      | Défenseur      |         |
| +024, | William Lagesson – A     |      | Défenseur      |         |
| +027, | Ronan Seeley             |      | Défenseur      |         |
| +038, | Adrien Beraldo           |      | Défenseur      |         |
| +006, | Ryan Suzuki              |      | Centre         |         |
| +009, | Alexander Pashin         |      | Ailier droit   |         |
| +010, | Ryan Dzingel – A         |      | Centre         |         |
| +012, | Stelio Mattheos          |      | Ailier droit   |         |
| +014, | Joseph LaBate            |      | Ailier gauche  |         |
| +021, | Noel Gunler              |      | Ailier droit   |         |
| +025, | Nate Sucese              |      | Ailier gauche  |         |
| +026, | Jamieson Rees            |      | Centre         |         |
| +028, | Mackenzie MacEachern – A |      | Ailier gauche  |         |
| +029, | Malte Stromwall          |      | Ailier droit   |         |
| +032, | Tuukka Tieksola          |      | Ailier droit   |         |
| +037, | Josh Melnick             |      | Centre         |         |
| +039, | Ivan Lodnia              |      | Ailier droit   |         |
| +042, | Brendan Perlini          |      | Ailier gauche  |         |
| +092, | Vasily Ponomarev         |      | Centre         |         |